# Selyemfényű puszpángmoly
A selyemfényű puszpángmoly vagy puszpáng-tűzmoly (Cydalima perspectalis) a rovarok (Insecta) osztályába, lepkék (Lepidoptera) rendjébe és a csőrösmolyfélék (Crambidae) családba tartozó faj. Eredetileg ázsiai elterjedésű, Magyarországon újonnan megjelent kártevő, első példányát 2011-ben gyűjtötték Sopron környékén. Európában elsőként Németországból mutatták ki néhány évvel ezelőtt.
Először Francis Walker írta le a fajt Észak-Kínából egy nőstény egyed alapján Phakellura perspectalis néven.

## Megjelenése

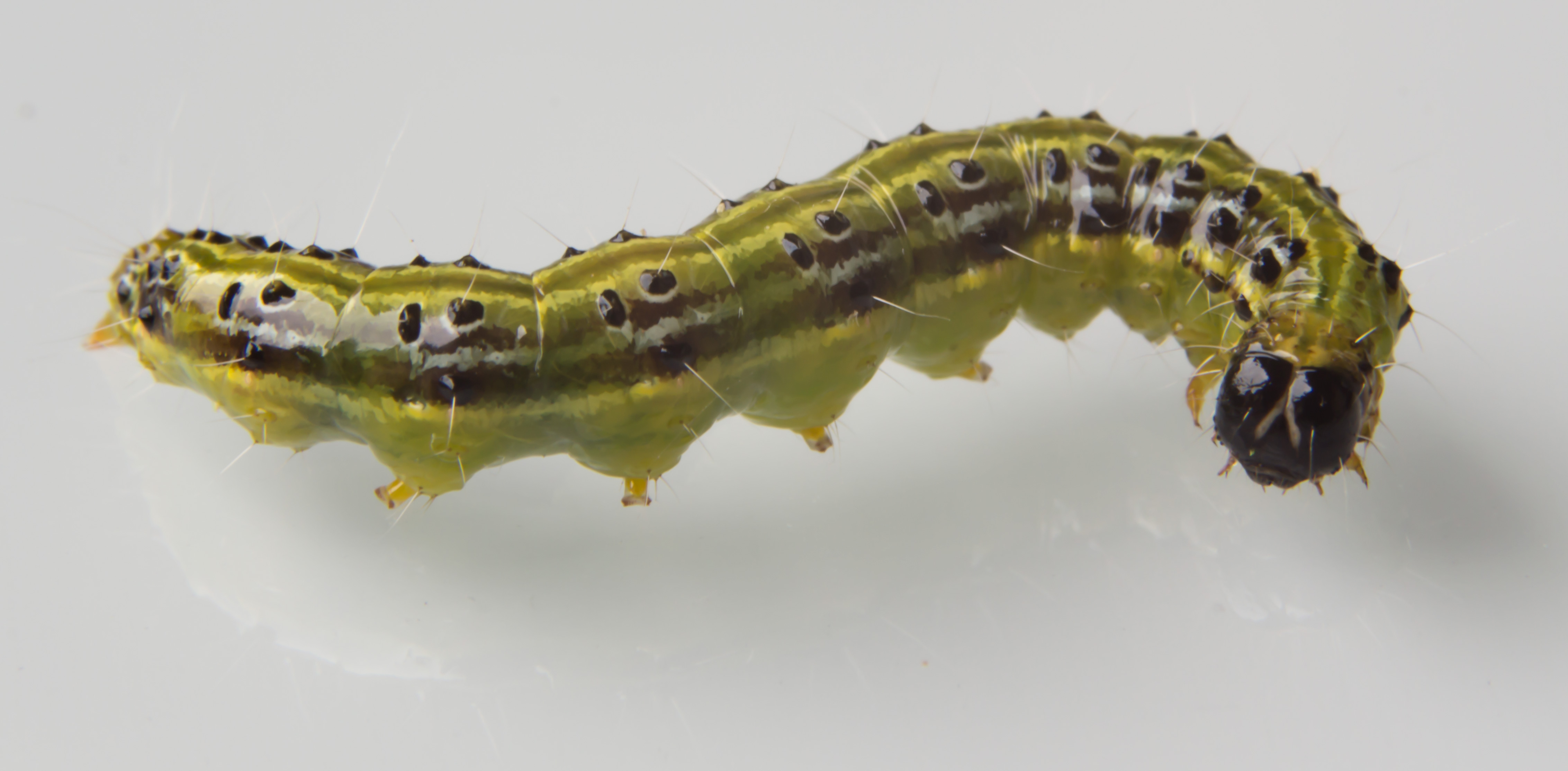
Hernyó

Közepes termetű, szárnyfesztávolsága 40–45 mm. Mindkét pár szárnya selyemfényű fehér, széles barna szegéllyel, az első pár szárny középtájékán, további barna folton jellegzetes fehér félholddal. Egyes területeken megfigyeltek teljesen barna egyedeket is, de a félhold alakú fehér folt ezeknél is szembetűnő volt.
A fejlett hernyó nagyjából 4 cm hosszúságú, sárgászöldes alapszínű, rajta fekete és világossárga sávozással, illetve fekete pöttyökkel, melyekből fehér szőrcsomók állnak ki.

## Életmódja, kártétele

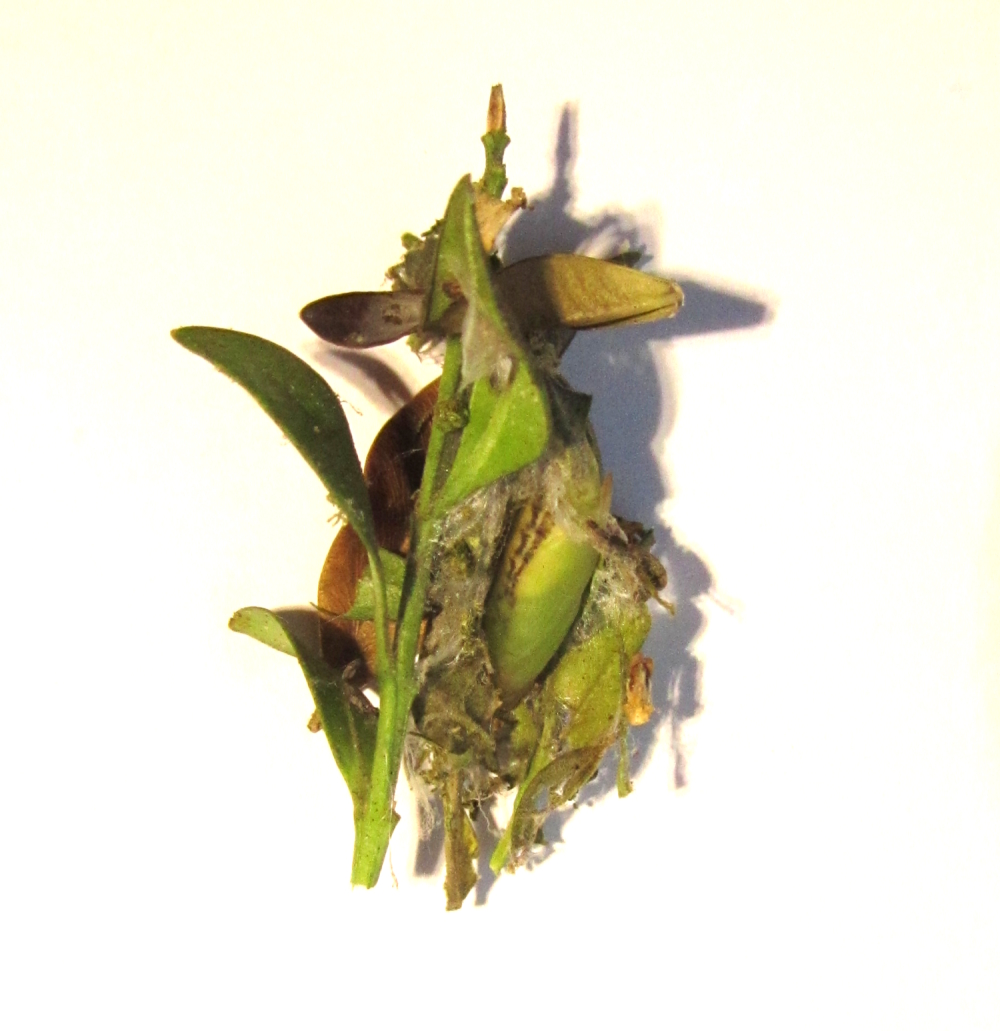
Bábkamra

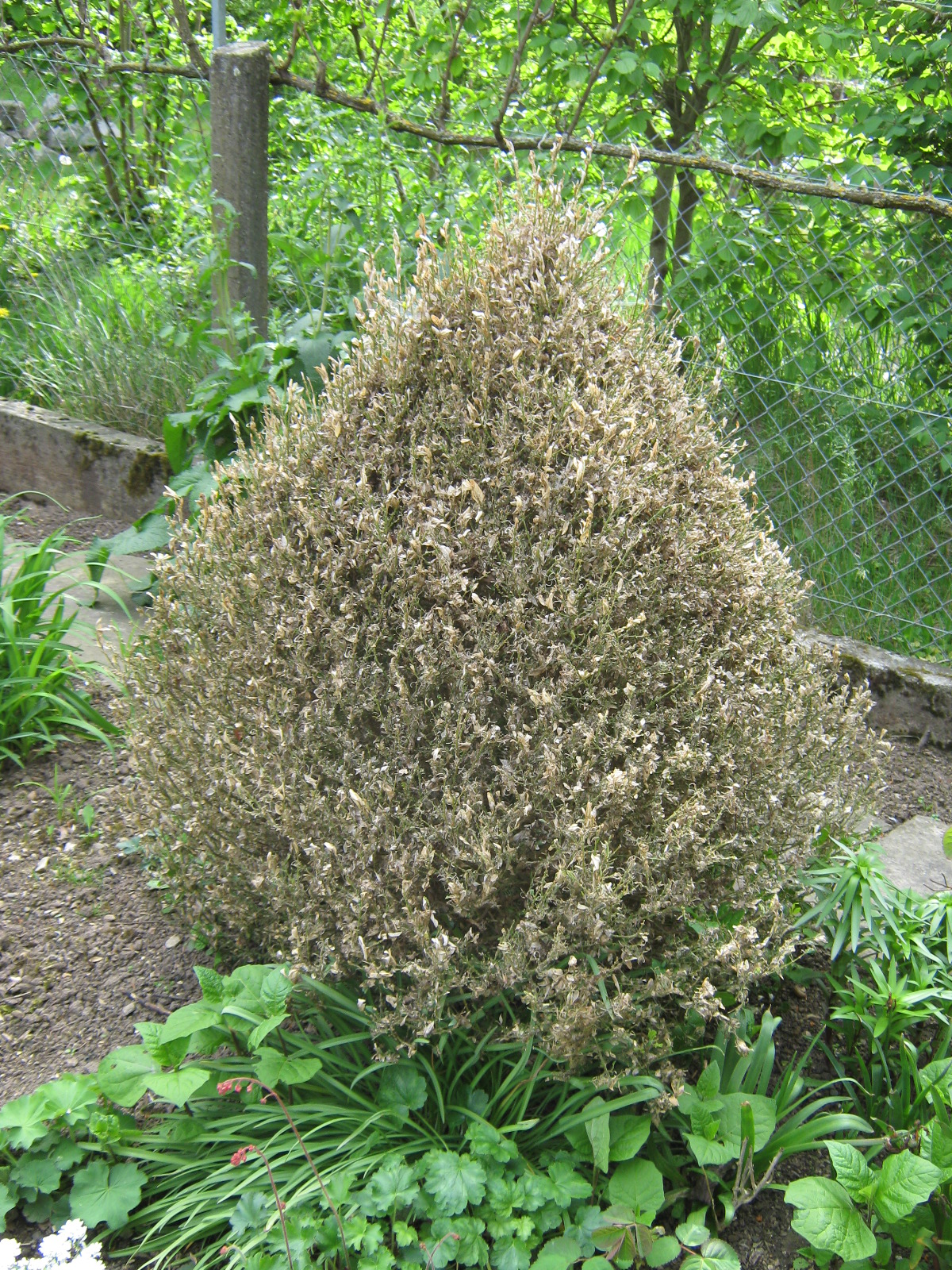
Puszpángmoly hernyói által előidézett tarrágás

A faj az puszpáng (Buxus) nemzetség károsítója, hazánkban gyakran ültetett örökzöld puszpángot (Buxus sempervirens) és kislevelű puszpángot (Buxus microphylla) valamint a nemzetség többi tagját egyaránt megtámadja. Károkat a táplálkozó hernyó okoz. Kezdetben csak hámozgatja a leveleket, azaz csak a levél egyik oldaláról rágja le a levél szöveteit, később teljesen elfogyasztja azokat, akár tarrágást is végezve a puszpángon. A rágáskép, a szövedék és a nagy méretű szemcsés ürülék miatt kártétele nem téveszthető össze más hazai puszpáng-károsítóval.
Eredeti élőhelyén évente 5, Európában általában 3 generációja van évente. Az eddigi megfigyelések szerint Magyarországon is 3 nemzedéke fejlődik. 
A nőstények csomókban rakják petéiket a levelek fonákára. A kikelő hernyók a levelek hátoldalán, rejtőzködve élnek, először csak hámozgatják a leveleket, majd a teljes levéllemezt elfogyaszthatják, erős fertőzöttség esetén csak a szárak és levélnyelek maradnak a növényen. A fejlett hernyók bábozódáshoz készülve leveleket gyűjtenek maguk köré, ezeket lazán összeszövik, itt történik a bábozódás, ebből repülnek ki a lepkék.

## Védekezés
Kiskerti körülmények között általában elegendő a fertőzött növényi részek azonnali eltávolítása és megsemmisítése. Az év folyamán többször is vizsgálni kell a növényeket, mert egészen őszig fertőzhet a faj.
Súlyos fertőzés esetén vegyszeres védekezés is indokolttá válhat, ilyen esetben deltametrin, cipermetrin, acetamiprid, metoxifenoxid, diflubenzuron hatóanyagú rovarölő szerek hatásosak lehetnek a faj – és más lepkék – hernyói ellen.
Mivel Magyarországra nézve új kártevőről van szó, fontos a faj elterjedésének, biológiájának, rajzásdinamikájának megismerése. Ezért a Szent István Egyetem Rovartani Tanszéke felhívást tett közzé, melyben megkérnek mindenkit, aki találkozik a fajjal, hogy jelentse azt a fenti szervezet részére. A bejelentést megteheti a Nyugat-magyarországi Egyetem honlapján is.

## Források

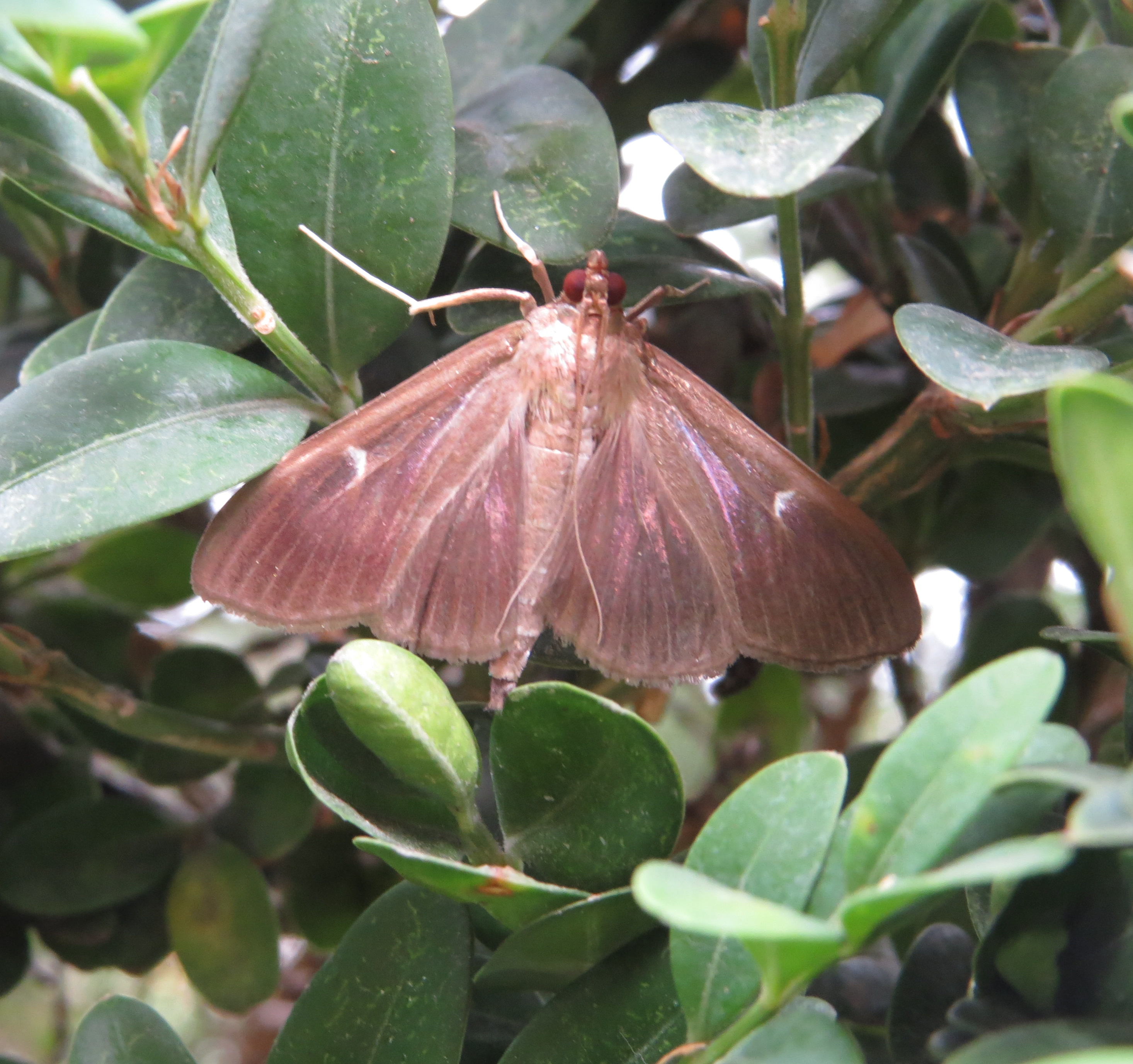
A lepke ritkább, barna színváltozata puszpángon